# Zęzów
Zęzów – szczyt w Beskidzie Wyspowym, w paśmie Zęzowa. Jest to niewielkie i niskie pasmo o równoleżnikowym przebiegu, wznoszące się w widłach Łososiny i jej dopływu – potoku Bednarka. Głębokie doliny tych cieków wodnych oddzielają go od innych wzniesień Beskidu Wyspowego. W kierunku od zachodu na wschód wyróżnia się w nim wierzchołki: Groniec (638 m), Stronica (606 m), Kacza Góra zwana też Stronią (664 m) i Zęzów (692 m). Pomiędzy Kaczą Górą a Zęzowem znajduje się płytka przełęcz. Różne mapy podają różną wysokość Zęzowa; według mapy Compass jest to 705 m, według mapy Geoportalu 693 m.
Przez Zęzów przebiega granica między czterema miejscowościami. Stoki południowe należą do Tymbarku, wschodnie do Piekiełka, północne do Rupniowa, zaś tereny po zachodniej stronie należą do miejscowości Podłopień. Zęzów jest w dużym stopniu porośnięty lasem, ale dolną część stoków zajmują pola uprawne i zabudowania tych miejscowości. W najbardziej łagodnych stokach wschodnich pola uprawne i zabudowania podchodzą niemal pod sam szczyt Zęzowa. Również grzbiet po wschodniej stronie szczytu Zęzowa jest bezleśny. Znajduje się tutaj kilkudomowe osiedle Zęzów należące do Tymbarku. Bezleśny jest również obszar podchodzący od doliny Łososiny aż pod samą przełęcz pomiędzy Stronią a Zęzowem. Obszar przełęczy i południowe stoki pod nią zajmują pola uprawne i nieużytki osiedla Dudówka należącego do miejscowości Podłopień. Z przełęczy tej, jak również z osiedla Zęzów rozciągają się szerokie panoramy widokowe. We wschodnim i południowym kierunku widoczne są nie tylko wzniesienia Beskidu Wyspowego, ale również Beskid Sądecki, Magura Spiska i Tatry.
Marian Sopata tłumaczy pochodzenie nazwy Zęzów od niemieckiego słowa Sehnsuch oznaczającego tęsknotę. Za czasów Kazimierza Wielkiego znajdującą się u jego podnóży miejscowość Tymbark (niem. Tannenberg) zasiedlili koloniści niemieccy. Tęsknili oni jednak za swoją ojczyzną i wychodzili na szczyt Zęzowa, by spojrzeć w jej kierunku.

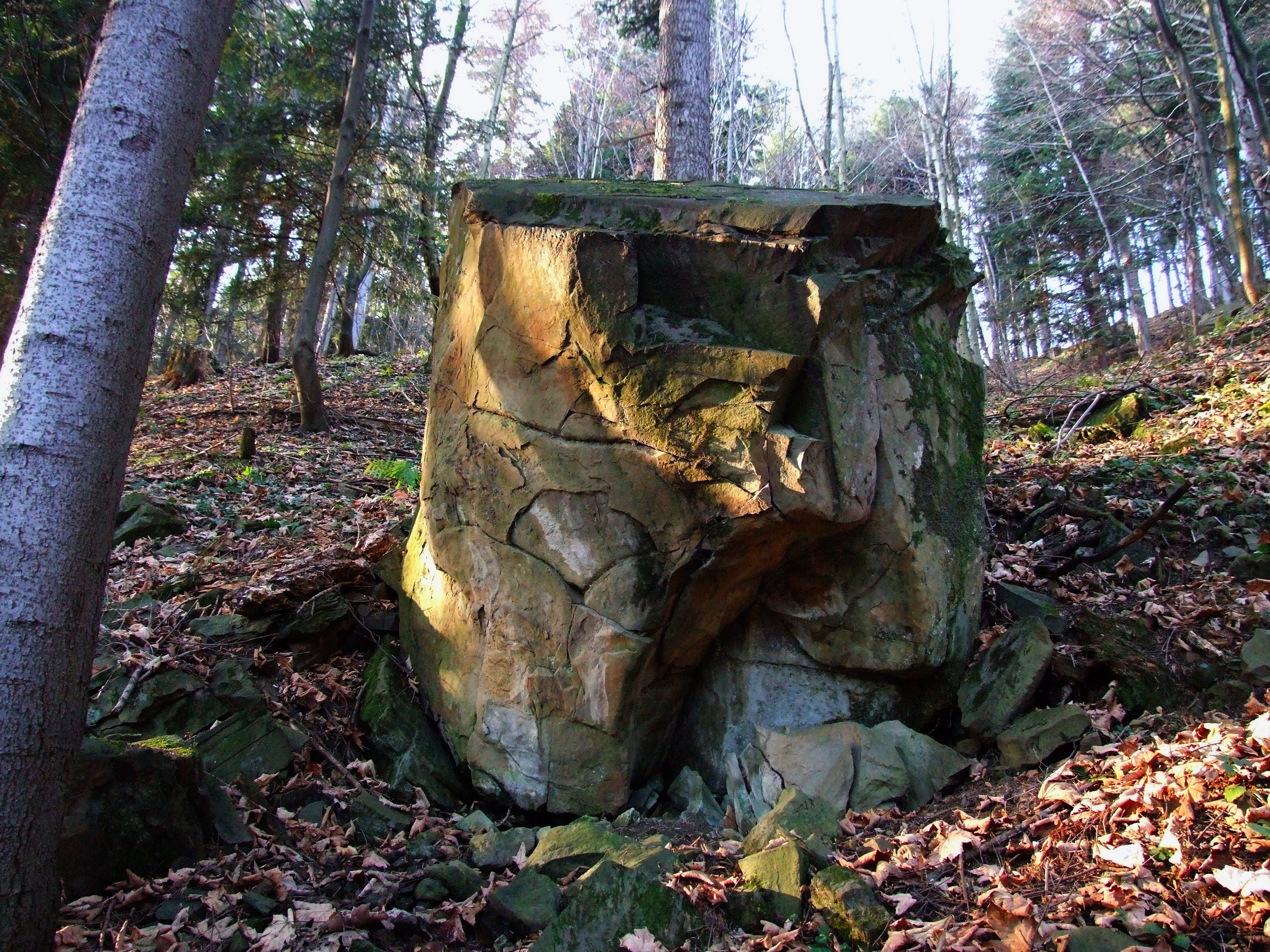
Skałka na południowych stokach Zęzowa

Masyw Zęzowa przecięty jest głębokimi jarami kilku potoków uchodzących do Łososiny i Bednarki. W szczególnie stromych stokach południowych nad miejscowością Tymbark, poniżej znajdującego się na grzbiecie osiedla Zęzów, a po zachodniej stronie spływającego spod niego do Łososiny potoku, znajduje się duże kamienne osuwisko ze skałkami. Przez miejscową ludność nazywane jest Lisimi Jamami. Jest to jedno z największych osuwisk skalnych w całym Beskidzie Wyspowym, będące dużą atrakcją geoturystyczną. W masywie Zęzowie jest jeszcze więcej takich geologicznych atrakcji. Poniżej osiedla Kopana Droga (na granicy z Piekiełkiem) rzeka Łososina podmywając jego brzegi odsłoniła dużą część stoku. W odsłonięciu tym obserwować można pofałdowane warstwy fliszu karpackiego budującego Beskid Wyspowy. W zalesionym grzbiecie między szczytem Zęzowa a przełęczą pod Stronią znajduje się rów grzbietowy pochodzenia tektonicznego. Procesy osuwiskowe są tutaj czynne również obecnie. Ich efektem, jak również silnej erozji (przyspieszonej dużą stromością stoków) jest nie tylko wielkie kamienne osuwisko, ale również osunięcia ziemne i spotykane w lesie duże skały pozostałe po tych osunięciach. Gleba na stromych stokach jest bardzo płytka, lub brak jej zupełnie i w wielu miejscach są to tylko rumowiska kamienne. W lasach Zęzowa licznie stale przebywają sarny i inne zwierzęta.

## Szlaki turystyczne
Tymbark – przełęcz między Kaczą Górą i Zęzowem – Kostrza. Czas przejścia 2 h (↓ 1:45 h), suma podejść 500 m.